# Чивита Кастелана
Чѝвита Кастела̀на (на италиански: Civita Castellana) е град и община в Централна Италия, провинция Витербо, регион Лацио. Разположен е на 145 m надморска височина. Населението на общината е 16 777 души (към 2010 г.).